# Cà de' Quinzani
Ca' de' Quinzani è una frazione del comune di Gadesco-Pieve Delmona, in provincia di Cremona, posta ad est del territorio comunale.

## Storia
La località era un piccolo villaggio agricolo di antica origine del Contado di Cremona con 202 abitanti a metà Settecento.
In età napoleonica, dal 1810 al 1816, Cà de' Quinzani fu già frazione di Gadesco, recuperando però l'autonomia con la costituzione del Regno Lombardo-Veneto.
All'unità d'Italia nel 1861, il comune contava 346 abitanti.
Nel 1866 il comune di Cà de' Quinzani venne definitivamente annesso dal comune di Gadesco.